# Mark Udall
Pour les articles homonymes, voir Udall.
Mark Udall (nom prononcé en anglais : ˈjuːdɔːl), né le 18 juillet 1950 à Tucson (Arizona), est un homme politique américain. Membre du Parti démocrate, il est élu du Colorado à la Chambre des représentants des États-Unis de 1999 à 2009, puis au Sénat des États-Unis de 2009 à 2015.

## Biographie

### Famille Udall
Mark Udall est né à Tucson, en Arizona, fils de Mo Udall, ancien représentant fédéral de l'Arizona et candidat aux primaires présidentielles démocrates de 1976. Lui-même appartient à une famille comptant plusieurs personnalités politiques importantes du Sud-Ouest des États-Unis. Mark Udall est le cousin germain de Tom Udall, ancien sénateur fédéral du Nouveau-Mexique, élu en même temps que lui, mais aussi le neveu de l'ancien secrétaire à l'Intérieur Stewart Lee Udall et le cousin avec Gordon Smith, ancien sénateur fédéral de l'Oregon.

### Études
Mark Udall sort diplômé de la Canyon del Oro High School en 1968, à Tucson, dans l'Arizona, puis en 1972 du Williams College basé dans le Massachusetts. La même année, il s'installe dans le Colorado et devient instructeur, puis directeur de cours et enfin directeur de programme dans l'école Outward Bound pendant 20 ans. Il sert comme directeur de programme pendant 10 ans de 1975 à 1985 et comme directeur de 1985 à 1995. En tant que directeur de programme dans l'école Outward Bound, il accomplit nombre de projets importants, notamment l'expansion du travail social de proximité dans le programme.

### Vie privée
Mark vit actuellement à Eldorado Springs, une census-designated place dans le comté de Boulder (Colorado), une banlieue de la ville de Boulder, avec sa femme Maggie L. Fox et ses deux enfants. Il aime skier, jouer au golf, la marche à pied et camper. Il pratique l'alpinisme. Il est monté sur les 54 montagnes du Colorado de plus de 14 000 pieds (soit plus de 4 250 m). Le journal masculin Men's Journal a récemment[Quand ?] vanté ses capacités sportives.
En janvier 2008, Mark Udall reconnaît dans le journal Rocky Mountain Newsaux qu'il a plaidé coupable à de la possession de marijuana en 1972.

### Carrière politique

#### Chambre des représentants des États-Unis

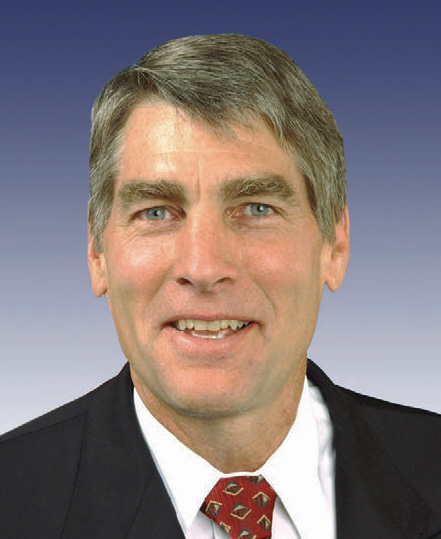
Portrait officiel du représentant Udall.

Mark Udall est membre de la Chambre des représentants du Colorado entre 1997 et 1999. Après avoir siégé deux ans dans cette assemblée, il remporte l'investiture du Parti démocrate pour le deuxième district congressionnel du Colorado, couvrant le centre-nord de l'État avec pour principal centre urbain la ville de Boulder. Il remporte ensuite de peu l'élection générale — 50 % des suffrages contre 48 % — face au républicain Bob Greenlee et entre à la Chambre des représentants des États-Unis à la suite des élections de mi-mandat de novembre 1998, succédant ainsi à David Skaggs qui ne se représentait pas. Il sera ensuite facilement réélu quatre fois de suite comme représentant.
Il est à la Chambre coprésident du comité Fitness Caucus, Vice President of the Democratic Freshman Class, membre du comité Democratic Homeland Security Task Force et coprésident du comité Renewable Energy and Energy Efficiency Caucus.
Udall vantait toujours les mérites de son engagement pour le bipartisme au Congrès. Il se pose en défenseur des causes environnementales et prône le développement de carburants alternatifs. Il est l'un des grands défenseurs des industries militaires et de l'armée des États-Unis, il soutient le développement de nouveaux emplois dans le domaine aérospatial.
Il est l'un des rares représentants à s'opposer au Patriot Act. Durant ces dix années au Congrès, Udall a successivement travaillé tant avec les Républicains qu'avec les Démocrates pour accomplir des législations importantes pour le Colorado.

#### Campagne pour le Sénat des États-Unis

##### Campagne sénatoriale contre le républicain Schaffer

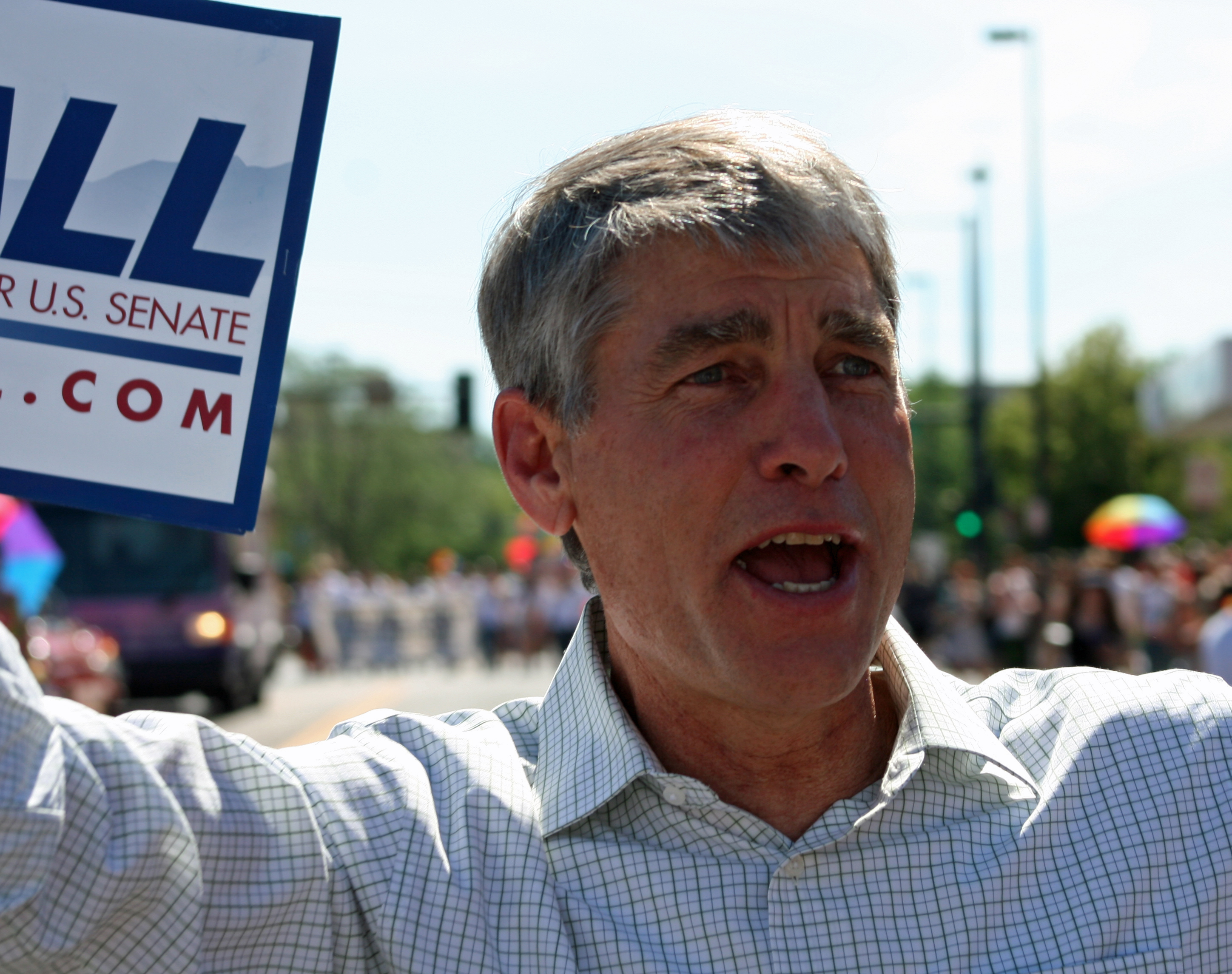
Mark Udall en campagne dans les rues de Denver en juin 2008.

Le 15 janvier 2007, le sénateur Wayne Allard annonce qu'il ne sera pas candidat à un troisième mandat. Mark Udall se présente et remporte la primaire démocrate sans aucune opposition. Il affronte donc l'ancien représentant républicain Bob Schaffer. En 2008, la sénatoriale du Colorado est considérée comme une des plus disputées parmi les 32 autres élections sénatoriales.
À partir du 28 août 2008, plus de 10 millions de dollars sont dépensés par les républicains pour attaquer Udall, cette somme investie étant la plus importante qu'aucune autre pour une élection sénatoriale au cours de la même année. Mark Udall répond en créant un site Web qui fait contrepied à ces annonces, destinées uniquement à salir le candidat.
Le cousin germain d'Udall, le représentant Tom Udall, remporte le poste de sénateur des États-Unis dans le Nouveau-Mexique laissé libre par la retraite du républicain Pete Domenici. En incluant leur cousin issu de germains (Gordon Smith), il y a trois membres de la famille Udall candidats à des élections sénatoriales en 2008. Gordon Smith de l'Oregon a quant à lui échoué à décrocher un troisième mandat de sénateur.
Le 28 septembre 2008, Udall et Schaffer débattent devant les caméras, l'essentiel des échanges concernent l'économie avec le plan de sauvetage du système financier américain.
Pendant sa campagne Mark Udall reçoit le soutien du journal The Aspen Times et de Environment Colorado.
Le 4 novembre 2008, il est élu au Sénat des États-Unis avec 52 % des voix contre 43 % au républicain Robert Schaffer.

#### Sénateur des États-Unis
Le 3 janvier 2009, Mark Udall prête serment devant le vice-président des États-Unis Dick Cheney comme sénateur junior du Colorado.
Le 20 janvier 2009, le sénateur Udall devient dix-sept jours seulement après avoir prêté serment le sénateur sénior du Colorado à la suite de la démission du sénateur Salazar liée à sa nomination comme Secrétaire à l'Intérieur des États-Unis.

## Prise de position
Mark Udall est considéré comme un démocrate libéral.
Lors de ses premiers votes de confirmation courant janvier, le sénateur Udall apporte son soutien à des nominations importantes notamment celle de Geithner et de Clinton. Le 2 février il confirme l'opposant aux armes à feu Eric Holder dans les fonctions de ministre de la justice des États-Unis. Le 13 février, bien qu'opposé à deux reprises en 2008 au plan Paulson il vote en faveur du gigantesque plan de relance de l'économie du président Obama estimé à 787 milliards de dollars.
Il s'oppose à la guerre d'Irak dès 2002 et considère les préoccupations des vétérans comme une priorité législative. Il a également soutenu la proposition de loi fixant un calendrier de retrait aux troupes américaines stationnées en Irak.

## Historique électoral

### Sénat
| Année | Mark Udall | Républicain | CP     | Vert   | Libertarien | Indépendants | UPA (en) |
| ----- | ---------- | ----------- | ------ | ------ | ----------- | ------------ | -------- |
| Année |            |             |        |        |             |              |          |
| 2008  | 52,80 %    | 42,49 %     | 2,56 % | 2,15 % | –           | –            | –        |
| 2014  | 46,29 %    | 48,21 %     | –      | –      | 2,59 %      | 1,62 %       | 0,32 %   |